# Márvány

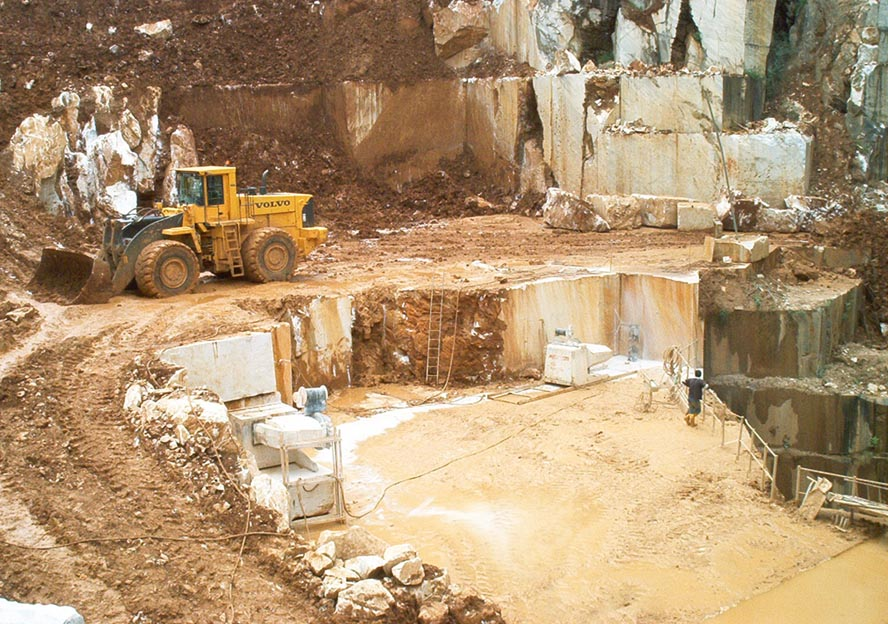
Carrarai márványfejtés

A márvány olyan, kalcitból és/vagy dolomitból álló metamorf kőzet, amelynek karbonátásvány-tartalma az 50%-ot meghaladja. A tiszta márvány több mint 95% karbonátásványt (kalcitot) tartalmaz. A szilikátos márványban a karbonátásvány-tartalom 50-95%. Szerkezete tömör, szemcsés. Színe a különböző szennyeződések szerint változik. Leggyakoribb a vas-oxid és a mangán-oxid okozta elszíneződés. Létezik vörös, szürke, fehér, carrarai és még számos változata. A hazai fajták (Siklós, Piszke) nem igazi márványok, csupán tömör mészkövek. Valódi márvány viszont a Szendrői-rögvidéken a felszínen is megtalálható rakacai márvány.
A márvány tetszetős felülete és időtállósága miatt évezredek óta kedvelt anyag. A márvány és a mészkő viszonylag elég kemény és tartós anyag. Fennmaradtak több ezer éves márványlépcsők is, melyek a mai napig nem koptak el teljesen. Szépsége mellett keménysége miatt volt igen kedvelt szoboralapanyag és építőanyag (burkolókő). Használják ablakpárkánynak, járólapnak, padlónak és fali burkolatnak is.

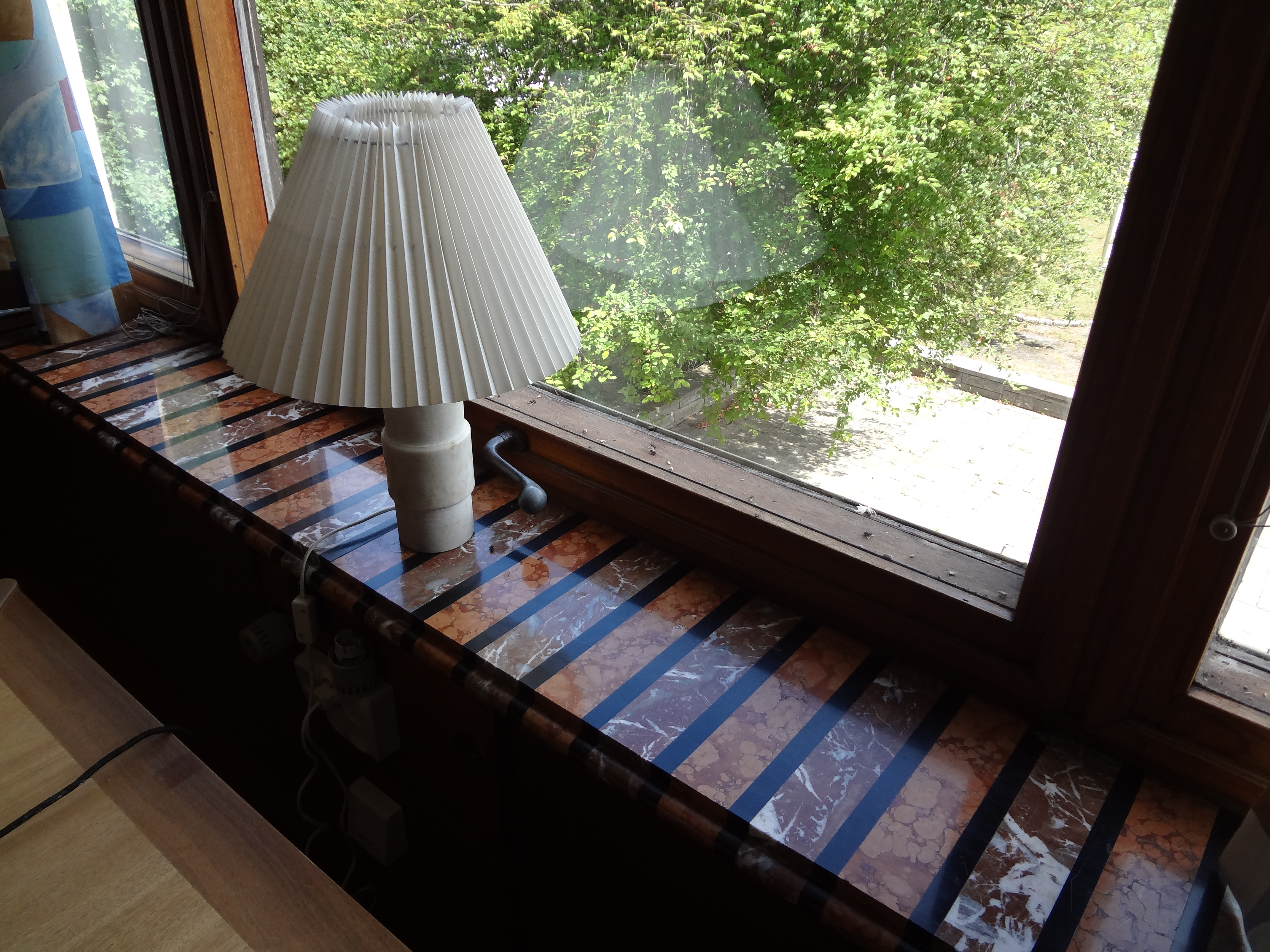
Ablakpárkány márványból

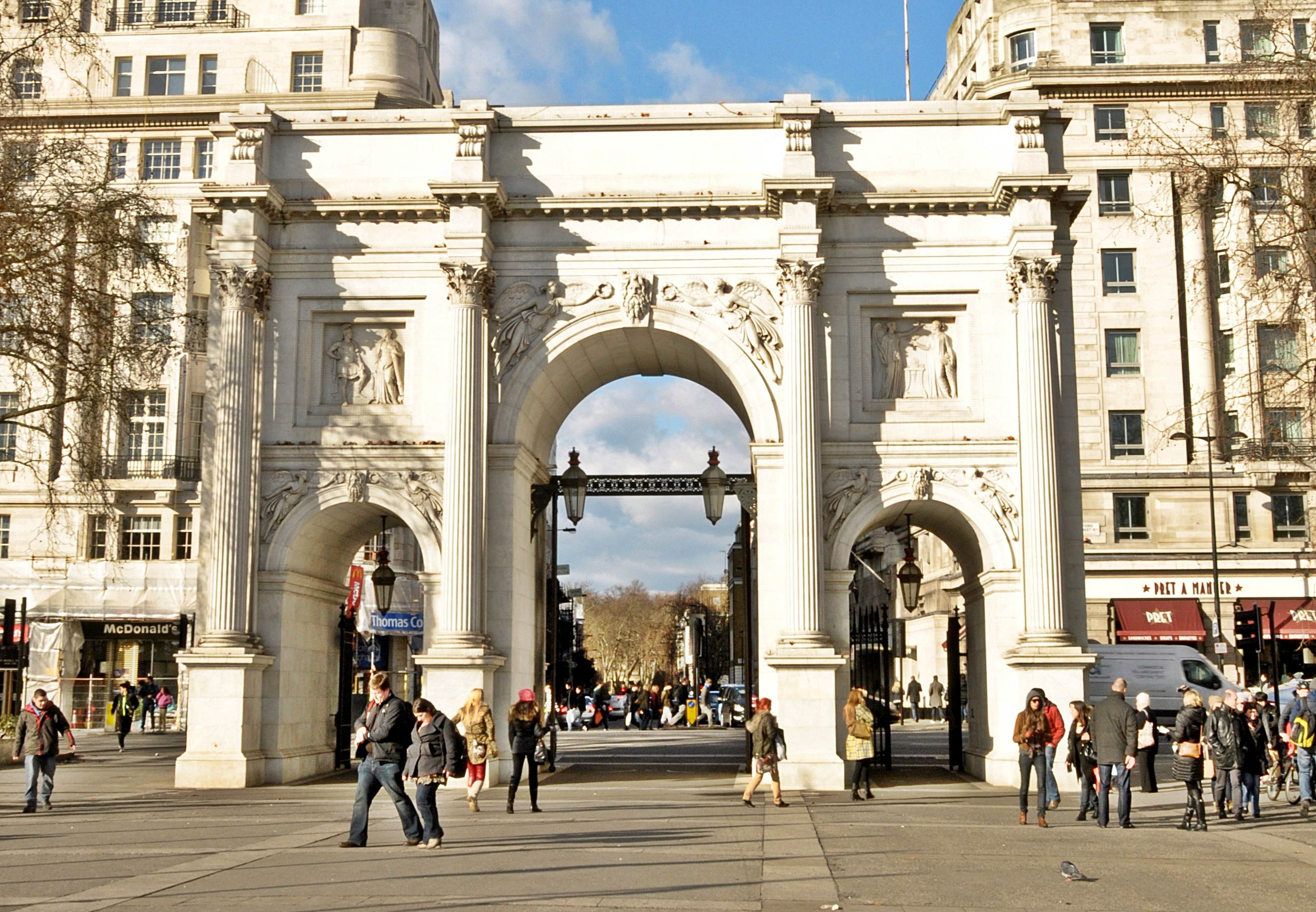
A londoni Marble Arch diadalív

Kristályosan szemcsés mészkő, amely csiszolva igen tetszetős külsejű. Szép színük, különösen egyenletesen sűrű, szemcsés szerkezetük nagyon alkalmassá teszi művészeti célokra. Van különféle apró szemű és nagy szemű; a friss törési lapokon a szemcsék mindenkor erősen fénylenek, innen kapta a marmarein (fényleni) v. marmaros (fénylő) görög szóból véve a marmor, magyarul márvány nevet. A szemcsék kisebbedésével egyre veszít a fényéből, úgyhogy végül átmegy tömött mészkőbe, amely fénytelen. Viszont igen gyakran a tömött mészkő megy át márványba, aminthogy igen gyakran a tömött mészkő átkristályosodásából lett. A gyakorlatban gyakran hallani a márvány név alkalmazását nemcsak szemcsés mészkövekre, hanem az olyan mészkövekre is, melyek szép színűek, jól faraghatók és csiszolhatók.
Színe igen sokféle. Van fehér mindenféle változatban: szürke, sárga, vörös, kék, fekete, amelyek vagy egyöntetűek, vagy pedig eresek, foltosak, felhősek. Legbecsesebb a hófehér, egyformán apró szemű márvány, legritkább a sárga színű, de nem gyakori a sötétvörös sem. A sokféle színét a hozzá keveredett idegen anyagok okozzák, de okozhatják zárványok is. Sokszor bitumenes anyagok meg szén is festik szürkére, feketére, különösen a márványnak nevezett nem szemcsés, de csiszolható mészköveket. Szépségük, mintázatuk az utóbbiaknak gyakran fokozódik az által, hogy mészpát-, kalcedon- vagy kvarcerek járják át, avagy különböző alakú és helyzetű kövületeket tartalmaznak, melyek csiszolt felületen nagyon tetszetősek. A fehér márvány a levegőn gyakran megsárgul vagy megbarnul, ami onnan van, hogy a benne mindig igen kis mennyiségben meglevő színtelen vasoxid tovább oxidálódik, és sárga vasoxiddá lesz. Vasoxidtartalma következtében könnyen szét is mállik, de mállását még inkább a szén-dioxid okozza, továbbá a rajta megtelepedő zuzmók és mohák is válhatnak pusztulásának okozójává. Leginkább kristályos palák közt találni betelepülve, nagy telepeket, tömzsöket, teléreket képezve, továbbá pedig ott, ahol tömött mészkövön eruptív kőzet tört keresztül.
Mind a szín, mind a szerkezet és hozzá keveredett esetleges ásványok szerint nagyon sokféle változatát szokás megkülönböztetni. A hófehér, apró és finom szemű a szobormárvány (statuario), amely legszebben Olaszországban Pisa és Genova között Carrara mellett fordul elő és belőle faragják a legremekebb szoborműveket (legbecsesebb a statuario de Falcovaja). Bányászata több mint 2000 éves. Az ókorban mint ilyen különösen híres volt a paroszi és a pentelikoni márvány, előbbi Parosz szigetéről (Kükládok), utóbbi a Pentelikonról (Athéntől északra), mely attikai márvány néven is ismeretes. A szteatittal és csillámmal kevert, gyakran héjas elválású, majd palás szerkezetű, halvány zöldes színű márvány a cipollino (hagymácska) a rómaiak frigiai márványa, az Alpokban St. Moritz vidékén Savoyában, Piemontban, Korzikán és a Pireneusokban. A fekete színűek – általános néven anthrakolit – közül kiválóbbak a nero antico (Felső-Egyiptomból), a lukullan (Lucullus consul hozta legelőször Rómába, innen a név), a bianco in nero (fekete, fehér erezettel), a porfor (La Spezia mellett, Porto Venere) sárgás erezettel; a marmo africano fehér és vörös erezettel. A panno di morte (halál köntöse) szintén fehéresen foltos, de a foltok kövületek héjai.
A vörös márványok közül nevezetesek az egyszínű rossoantico (Felső-Egyiptomból), a marmo mandolato (Verona vidéke: Lugezzana) fehér foltokkal, a szicíliai jáspis (marmo jaspus), szalagforma fehér és zöld zeg-zugos rajzokkal; a sarencolin szürkés vagy sárgás foltokkal és sávokkal (a Pireneusokból). A verde antico (oficaleit) finom szemű márvány nemes szerpentinittel keverve, amiért az egész zöld színű felhős, sárgás vagy kékes árnyalatokkal van keverve. Nagyon változatosak a márványbreccsák, amelyek a legkülönfélébb színű márványtörmelékeknek kötőanyaggal összekerült tömegei. Nevezetes közülük a breccia di Terravezza, finoman lemezes, erősen fénylő lapocskákkal és sávokkal. Egész sorozata van továbbá a kagylós márványoknak, melyek közül híres a lumachella, a helmintolit (Karintia: Bleiberg, Tirol: Hall), amelyek színesen ragyognak, valósággal opalizálnak, amiért opalizáló márvány is a nevük.
A granitello di Mosviano (Toszkána) tele van bryozoák maradványaival, ezek kölcsönöznek neki gránitos külsőt. Erdélyben szép fehér, a carraraihoz nagyon közel álló márvány terem Csik vármegyében, Szárhegyen, a Vöröstorony-szorosban Boicán (zöldesfehér), Alsósebesen, Felsősebesen (fekete amfibol-szalagokkal), Radnán (kissé rózsaszínű), a Zsil-völgyben Szurdok-szorosban, Vulkán-hegységben stb. Vörös márványt bányásznak, Pécs környékén, Nagyvárad vidékén, Arad vármegyében, Monyászán, az Alduna vidékén Szvinica, mely a benne levő nagy ammoniteszeiről is híres. Olaszországon kívül igen gazdag márványban Karintia, Tirol, Isztria, Salzburg, Svájc, Bajorország, Skandinávia, Anglia, Skócia, Írország, Franciaország, Belgium és Spanyolország.

## Ismert hazai márványok, mészkövek
- Tardosi vörös márvány
- Siklósi márvány sárga, rózsa, vörös, fehér és fekete erezetekkel
- Süttői mészkő

## Ismert külföldi márványok és mészkövek
- Solnhofeni jura mészkő
- Ruskicai márvány – fehértől a sötét rózsaszínig
- Carrarai márvány – fehér és szürkés árnyalatok
- Verona rosso – a tardosi vöröshöz nagyon hasonlító
- Római travertin – beltéren és homlokzatokon rendkívül népszerű

## Antik lelőhelyek és kereskedelem
A márványnak valószínűleg már az újkőkorszakban is, de a későbbi időszakokban a mediterráneum térségében és Európa más részeiben is bizonyítottan kiterjedt kereskedelme volt. A római úthálózat kiépüléséig elsősorban vízi úton szállították a kibányászott tömböket, ezért a tengerhez közeli lelőhelyeket igyekeztek kihasználni. A fehérmárvány bányászata szempontjából nagy jelentősége volt a anatóliai lelőhelyeknek, a klasszikus Prokonnésszosz (ma Marmara), az Athén közeli Pentelikon, az Égei-tenger térségében található Leszbosz, Náxosz, Párosz és Thászosz bányáinak, valamint később a carrarai bányának. Ezen lelőhelyek finomkristályos anyagai az egész mediterráneumban elérhetők voltak a fizetőképes kereslet számára. Az Ibériai-félsziget bányái is jelentős mennyiségben termeltek (részben különféle színárnyalatú változatokat), jórészt a regionális igények kielégítésére. Feltétlenül megemlítendő a Cap de Garde lelőhelyről származó greco scritto szürkés árnyalatú márványváltozat, amelyet az ókorban díszítőkőként nagy mennyiségben termeltek és exportáltak.
A római korban már bizonyíthatóan kereskedelmi forgalomba kerültek a jelenleg is bányászott, Kelet-Alpokból származó különféle márványváltozatok. Vizsgálatok azt mutatják, hogy a Magyar Nemzeti Múzeum Lapidáriumában található, pannoniai lelőhelyen talált egyes márványtöredékek is alpi forrásokból származnak.

## Rokon kőzettípusok
- ofikalcit
- cipollino
- predazzit

## A márvány csiszolása és polírozása
A márványcsiszolás illetve -polírozás speciális technológiával, gépekkel és szerszámokkal végzett művelet. Csiszolható felületek különösen a padló, a fal és a lépcső.

### Folyamata
A nagy gépek (120–550 kg) a rajtuk lévő víztartályból a csiszolókövekkel ellátott tárcsákra engedett hűtővízzel akadályozzák meg, hogy az egyébként rendkívül nagy porral járó tevékenység során a levegőbe semmi se kerüljön. Márvány padlónk csiszolását célszerű szakemberekre bízni. Szomorú tény, de sajnos még a legnagyobb alapossággal és szaktudással lerakott padlóburkolat felületén is találkozunk síkfogassággal, ami annyit jelent, hogy az egyes lerakott lapok között 1–2 mm szintbeli különbség lesz. A padlócsiszolás, legyen az márványcsiszolás, gránitcsiszolás, terrazzocsiszolás, gres-csiszolás, betoncsiszolás vagy mészkőcsiszolás, ennek a fogasságnak a lemarásával kezdődik. Itt kőtípustól függően gyémántszerszámokkal, vagy durvább csiszolókövekkel a teljes padlófelületet egy síkra kell csiszolni. A márványcsiszolás első fázisát a durvább szemcsés csiszolókövek segítségével végzik. Ennek a folyamatnak a keretében hozzák létre a teljesen egybefüggő márványfelületet. A durvázás során láthatóvá váló kisebb-nagyobb lyukakat a megfelelő árnyalatra kevert műgyantával folyamatosan tömítik. A következő lépésben már a finomabb kövek használatával tüntetik el az erős nyomokat. A végső művelet a márvány polírozása, amelyet egészen finom szerszámokkal végeznek; eredménye a fényes, tartós, ragyogó márványburkolat.

## A márványpadló gondozása
A márvány  padlóburkolat rendszeres gondozást igényel.
A márványt mindennemű savas anyagtól, így különösen savas tisztítószerektől, mindennemű alkoholtól, gyümölcslevektől óvni kell. Ha ezek közül bármi márvány burkolatunkra kerül, azonnal le kell törölni a márványt, mert különben fényezésben maradandó kár keletkezhet. Például ha egy kockacukor nagyságú márványdarabot szódavizes (a szénsav nagyon gyenge sav) palackba teszünk, az kb. 1 hónapon belül teljesen feloldódik. Ebből egyértelműen következik, hogy a márványt, mészkövet (de ugyanígy a műkövet, betont, vakolatot stb.) semmiféle savas (sósav, kénsav, ecetsav stb.) hatásnak nem szabad kitenni. Az ásványi savak még akkor is károsítják a márvány anyagát, ha azt polimer védőbevonatokkal látták el. De ugyanígy megtámadják a márványburkolatok hézagoló, sőt ágyazó (fektető, ragasztó) cementhabarcsrétegét is. A rendeltetésszerű igénybevétel során ilyen hatásoknak nem szabad kitenni sem a márványburkolatot, sem a márvány járólapot, sem a márvány munkalapot, sem a márvány padlólapot.
Óvni kell zsíroktól és olajaktól, mert ha hosszú ideig rajta maradnak a márvány burkolaton, akkor a pórusokba beszívódnak, akár a kő egész keresztmetszetén átszívódhatnak, ami már ténylegesen maradandó károsodást okoz.
Mechanikai sérülésektől ugyancsak védeni kell: a bútorok, székek lábára lehetőleg mindig filcet kell ragasztani, de ennek ellenére is tanácsos mindent emelni, mert mélyen megsérthetjük márvány járólapunk, márvány padlólapunk, vagy márvány burkolatunk felületét, amin aztán már csak a márvány csiszolása tud eltüntetni.
Portól, homoktól egyéb szemcséktől szintén óvandó. A márványburkolatra minél kevesebb por, homok vagy egyéb szemcse kerüljön, mert ezek okozzák a karcosodást és a bemattulást. A pici homokszemek csiszolóvászonként működnek, amikor cipővel járunk márvány járólapunkon vagy márvány padlólapunkon.

### Márvány burkolatok tisztítása, tisztán tartása
Legfontosabb a por- és homokszemcsék rákerülésének megakadályozása, eltávolítása a márvány burkolatról, viszont óvatosan kell tisztítani mert a márvány érzékeny savra és lúgra is. Naponta száraz akril mop segítségével eltávolíthatóak a finom porok, vagy nem durva szőrű fejjel, porszívózással is megoldható a márvány járólap, márvány padlólap, vagy márvány munkalap tisztítása.
Nedves feltörlés és felmosás. Lehetőleg alkalmazzuk a már említett akril mopos portalanítást és a nedves feltörlést. Ha nagyobb a szennyezettség akkor mossuk fel, de ez a művelet mindenképpen száraz áttörlést is igényel, kivéve, ha  vegyszermentes mikroszálas moppal végezzük a felmosást, mert az tökéletes csíkmentes ragyogó márvány padlólapot eredményez.
Erős szennyezettség esetén (pl. étteremben, hotelekben, közintézményekben stb.) gépi súrolás válhat szükségessé.
Rendszeres nedves tisztításhoz alkalmazzon ph semleges, környezetbarát vegyszereket, amely a szennyeződést feloldja, de a kő fényét nem bántja. 
A polírozott csillogó fényt a semleges vegyszerek használatával és használattól függően 1-3 évente történő gépi polírozással tudja folyamatosan ragyogó állapotban tartani.